# Diego Markwell
Diegomar Raymundo (Diego) Markwell (Willemstad, 8 augustus 1980) is een Curaçaose honkballer, die namens zijn vaderland eenmaal deelnam aan de Olympische Spelen: 'Athene 2004'. Daar eindigde de linkshandige werper van honkbalvereniging Neptunus met de nationale ploeg op de zesde plaats.
Markwell maakte zijn debuut in de hoofdklasse op zaterdag 29 mei 2004 voor Sparta/Feyenoord. De 23-pitcher gooide tegen HCAW, in de met 4-1 verloren wedstrijd, twee slagbeurten (2-0-2-0) en speelde één inning in het buitenveld. Aan het einde van het seizoen maakte Markwell de overstap naar stadgenoot Neptunus.
Markwell, een neef van Major League-prof Andruw Jones, kwam de laatste jaren uit voor de proforganisatie van de Toronto Blue Jays. Hij werd op zijn zestiende verjaardag vastgelegd door die club, nadat hij indruk had gemaakt bij een internationaal toernooi op de Maagdeneilanden. In 1997 kwam Markwell voor het eerst als profspeler in actie. Voor de St. Catharines speelde hij drie seizoenen op rij in de New York Penn League op het zogeheten Single A-niveau.
Hierna kwam hij vanaf 2000 in twee jaar tijd uit voor vier verschillende Single A-teams, voordat hij in 2002 naar de Tennessee Smokies werd gehaald. Na een seizoen vertrok hij alweer bij dit Double A-team, dat hij verruilde voor de New Haven Ravens (eveneens Double A-niveau). Bij Tennessee speelde Markwell zijn beste seizoen tot dusver: hij won dertien wedstrijden en verloor er negen. Vanaf 1997 won de werper in totaal 37 wedstrijden en verloor hij er 41. Hij gooide in 146 duels 490 strike-outs en 308 maal vier wijd, en kreeg 714 honkslagen tegen.
Eind november 2002 werd Markwell toegevoegd aan de veertig man sterke selectie van de Toronto Blue Jays. Hierna speelde hij één wedstrijd voor die Canadese club bij de Spring Training in 2003. In één slagbeurt kreeg hij drie honkslagen en drie punten tegen. Hij gooide eenmaal vier wijd.
Aan het einde van het seizoen 2003 verruilde Markwell als free-agent de Blue Jays voor de St. Louis Cardinals. Hier slaagde de werper er echter niet in een vaste basisplaats af te dwingen bij de Tennessee Smokies, dat samenwerkt met de Cardinals. Markwell werd op 23 maart door de Smokies ontslagen, waarna hij zijn debuut kon maken bij Sparta/Feyenoord. Hij kon zodoende ook met Oranje deelnemen aan de Olympische Spelen van 2004 (Athene).
Markwell debuteerde op 25 juli 2004 voor Oranje; hij kwam in de achtste inning op de heuvel in het met 5-3 gewonnen duel tegen Japan. Met Oranje nam Markwell onder meer deel aan de Haarlemse Honkbalweek in 2004, de Olympische Spelen in 2004 en het Europees kampioenschap in 2005.
Na de gewonnen Europese titel schreef Markwell onder leiding van bondscoach Robert Eenhoorn geschiedenis bij het WK honkbal (2005) door voor het eerst de halve finales van een wereldkampioenschap te bereiken. Nederland eindigde uiteindelijk op de vierde plaats. Markwell wierp ruim 22 innings in drie wedstrijden en won uiteindelijk al zijn duels. Met een verdiende puntengemiddelde van 2.01 werd hij na afloop als beste linkshandige werper gekozen in het All Star Team van het WK.
Op het WK van 2011 werd hij met Nederland wereldkampioen.
Sharnol Adriana · 
Wladimir Balentien · 
Johnny Balentina · 
Patrick Beljaards · 
Maikel Benner · 
Yurendell de Caster · 
Ivanon Coffie · 
Rob Cordemans · 
Robin van Doornspeek · 
Dave Draijer · 
Evert-Jan 't Hoen · 
Chairon Isenia · 
Eelco Jansen · 
Sidney de Jong · 
Ferenc Jongejan · 
Eugene Kingsale · 
Dirk van 't Klooster · 
Patrick de Lange · 
Raily Legito · 
Calvin Maduro · 
Diego Markwell · 
Ralph Milliard · 
Harvey Monte · 
Alexander Smit
Sharnol Adriana · 
David Bergman · 
Leon Boyd · 
Yurendell de Caster · 
Rob Cordemans · 
Dave Draijer · 
Michael Duursma · 
Bryan Engelhardt · 
Percy Isenia · 
Sidney de Jong · 
Michiel van Kampen · 
Eugene Kingsale · 
Dirk van 't Klooster · 
Roel Koolen · 
Raily Legito · 
Diego Markwell · 
Shairon Martis · 
Martijn Meeuwis · 
Danny Rombley · 
Jeroen Sluijter · 
Tjerk Smeets · 
Alexander Smit · 
Juan Carlos Sulbaran · 
Pim Walsma